# Rudolf Stolz
Rudolf Stolz (Bolzano, 8 maggio 1874 – Moso, 7 agosto 1960) è stato un pittore altoatesino di lingua tedesca.

## Biografia

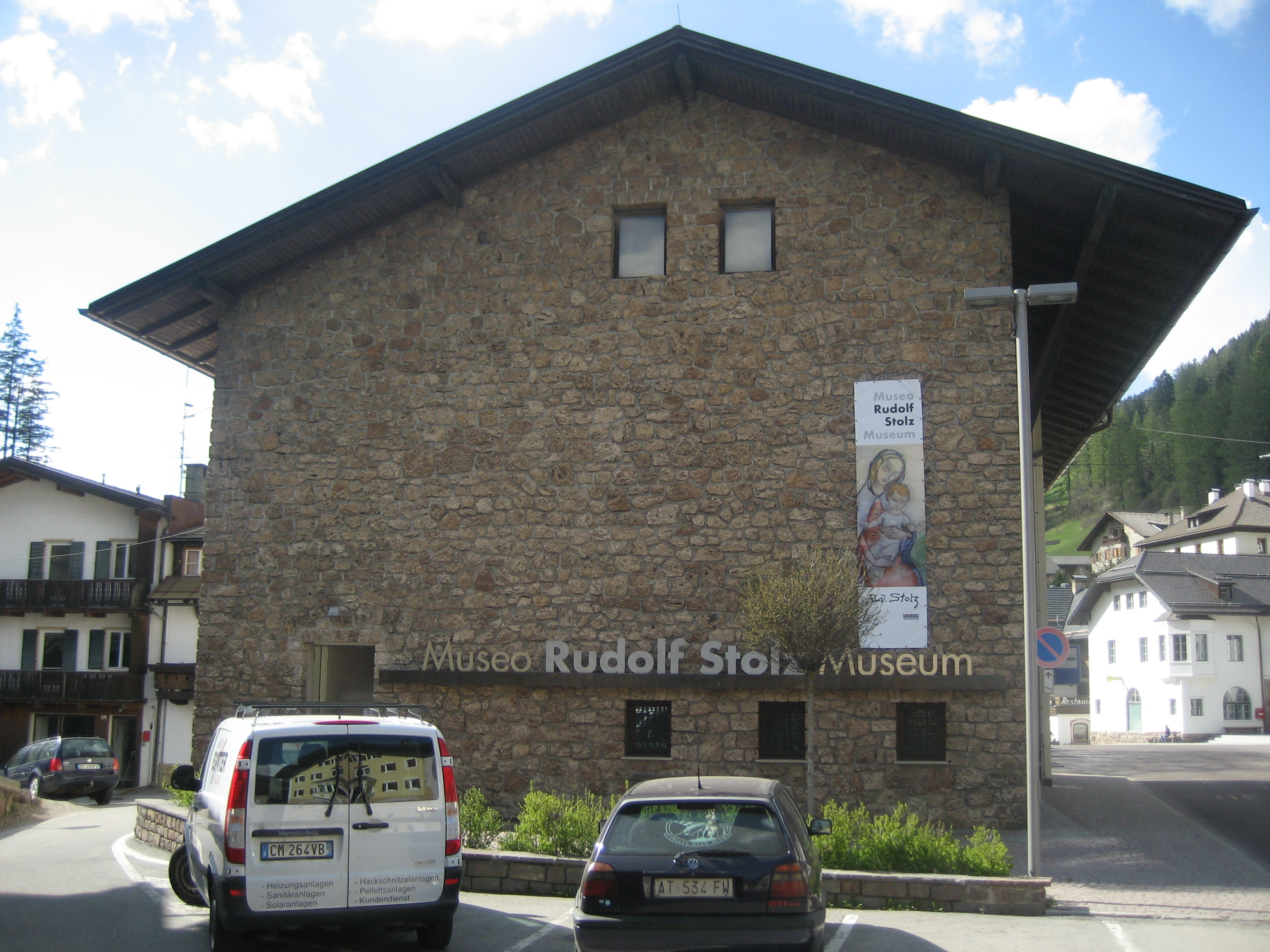
Museo Rudolf Stolz

Dopo aver lavorato col padre Ignaz, nel 1896 si trasferì a Monaco di Baviera, dove studiò pittura presso l'atelier di Walter Thor. Assieme ai fratelli Albert e Ignaz, fu allievo del pittore Franz von Defregger, all'Accademia delle belle arti di Monaco di Baviera, dove si specializzò nell'anatomia artistica. Stolz si accostò pure alla corrente artistica della Secessione viennese.
Si dedicò soprattutto agli affreschi a tema religioso, infatti sua opera di maggior rilievo fu La danza della Morte al cimitero di Sesto, realizzato nel 1923. Nel corso degli anni venti organizzò diverse mostre in molte città tedesche. Nel 1940 espose alla "Gau-Kunstausstellung Tirol-Vorarlberg" di Innsbruck e ottenne il premio Mozart dalle mani del Gauleiter nazista Franz Hofer.
Tornò in Alto Adige all'età di 40 anni, e visse a Bolzano e poi a Sesto dove morì nel 1960 all'età di 86 anni. Nel comune pusterese dal 1969 sorge un museo a lui intitolato, il Museo Rudolf Stolz.
Anche la figlia Margarethe divenne pittrice.